# Zoothamnium arbuscula
Zoothamnium arbuscula је врста трепљара, која живи колонијалним начином живота.

## Изглед
Колонија има облик кишобрана са дршком дугом 2-3 mm. Од дршке полази девет грана, од којих су две основне. Од сваке те гране полази по 20 грана са танким дршкама и на себи носе по 10-50 јединки, тако да укупан број може бити и до 3.000 јединки. Јединке су величине до 60 µm и називају се микрозоиди. Имају нормално развијену адоралну зону. Измењени микрозоиди на главним гранама дају макрозоиде, који су величине од 200 до 500 µm и чија је адорална зона редукована. Уколико је колонија надражена неким фактором спољашње средине, она ће реаговати тако што ће се скупити. Јединке поседују контрактилну органелу спазмонему.

## Станиште
Насељава плићаке стајаћих вода, а најчешће се причвршћује за врсту Elodea.